# Arthur Hamilton (Songwriter)
Arthur Hamilton Stern (* 22. Oktober 1926 in Seattle, Washington; † 3. Juni 2025), bekannt als Arthur Hamilton, war ein US-amerikanischer Songwriter. Besondere Bekanntheit erreichte er durch das von ihm geschriebene Lied Cry Me a River, das 1953 veröffentlicht wurde.

## Leben und Wirken
Arthur „Art“ Hamilton wurde in eine musikalische Familie geboren, sein Vater Jack Stern arbeitete ebenfalls als Songwriter. Bereits als Kleinkind zog Hamilton mit seiner Familie von seinem Geburtsort Seattle nach Hollywood. Von seinem siebten bis zu seinem fünfzehnten Lebensjahr erhielt Hamilton Klavierunterricht, außerdem studierte er Musiktheorie und Kontrapunkt. 1949 schrieb Hamilton ein Fernsehmusical für KTTV in Los Angeles.
Aus seiner High-School-Zeit kannte Hamilton die Sängerin Julie London, die in seiner Klasse gewesen war und mit der er zum Abschlussball gegangen war. Durch sie lernte Hamilton den Regisseur und Schauspieler Jack Webb kennen, der mit London verheiratet war und der für seinen Film Es geschah in einer Nacht neue Blues- oder Jazz-Lieder suchte. Hamilton, der zu diesem Zeitpunkt als Auslieferungsfahrer für eine Drugstore-Kette arbeitete, schrieb insgesamt drei Lieder für den Film. Webb zeigte sich begeistert und nahm Hamilton für den Film unter Vertrag. Die beiden Lieder He Needs Me und Sing a Rainbow wurden in den Soundtrack des Films aufgenommen, das dritte, für Ella Fitzgerald bestimmte, Cry Me a River, jedoch nicht. Hamilton blieb mit London in Kontakt und als diese 1955 ein Album aufnahm, bot er ihr Cry Me a River an. Das Lied wurde zu Londons größtem Erfolg.
In den folgenden Jahren schrieb Hamilton Musik für verschiedene Filme wie 714 antwortet nicht oder Madron. Für Till Love Touches Your Life aus Madron erhielt Hamilton 1971 gemeinsam mit Riz Ortolani eine Oscar-Nominierung in der Kategorie Bester Song.
Besonders bekannt blieb Hamilton jedoch für seine beiden Lieder Sing a Rainbow und Cry Me a River, die in den Jahrzehnten seit ihrer Veröffentlichung von zahlreichen Künstlern gecovert wurden.
Hamilton war Mitglied der American Society of Composers, Authors and Publishers und war Mitglied der Academy of Motion Picture Arts and Sciences im Bereich Musik.